# Petr Svárovský
Petr Svárovský (* 26. února 1949 Brno) je český televizní dramaturg, scenárista, režisér, divadelní a filmový herec.
V letech 1964–1967 absolvoval Státní konzervatoř Brno, v letech 1967–1971 vystudoval činoherní herectví na Janáčkově akademii múzických umění v Brně a v letech 1985–1989 vystudoval dramaturgii a scenáristiku na Filmové a televizní fakultě Akademie múzických umění v Praze.
Jeho první manželkou byla herečka Zuzana Ondrouchová, která zemřela v roce 1978.